# Sant'Antonio Abate (Mattia Preti)
Il Sant'Antonio Abate è una tela realizzata nel 1628 da Mattia Preti, attualmente conservata a Roma e facente parte della Collezione M della Fondazione Sorgente Group.

## Descrizione
Il dipinto rotondo raffigura, a mezzo busto, Sant'Antonio Abate, abate egiziano vissuto tra il III ed il IV secolo. Il santo è raffigurato mentre legge un libro, e sulla sua spalla poggia il suo bastone con una campanella. L'artista sceglie di raffigurarlo nella sua anzianità, con indosso un sobrio mantello nero e con la barba bianca divisa in due. Il soggetto dell'opera in passato fu anche identificato in  San Francesco da Paola, ma non è accettabile perché, anche se i due Santi hanno  iconografia simile (saio, lunga barba bianca e bastone), solo sant'Antonio abate ha l'attributo caratterizzante della campanella, presente  nel quadro del Preti.
Il chiaroscuro rimanda espressamente all'influenza di Caravaggio e dei suoi seguaci.